# Словацька Екстраліга 2010—2011
Словацька Екстраліга 2010—11 — 18-й розіграш чемпіонату Словацької Екстраліги. У сезоні 2010—11 взяло участь 11 команд. Регулярний чемпіонат стартував 7 вересня 2010 року, а завершився 20 лютого 2011 року.
У результаті серії плей-оф визначено переможця: ХК «Кошиці» переміг у фінальній серії ХК «Попрад» із рахунком 4:1.

## Команди
У сезоні 2010—11 Словацької Екстраліги взяло участь 11 команд.
| Команда                | Місто            | Арена                             | Місткість |
| ---------------------- | ---------------- | --------------------------------- | --------- |
| ХК 05 Банська Бистриця | Банська Бистриця | Зимовий стадіон Банська Бистриця  | 3 500     |
| Слован Братислава      | Братислава       | Зимовий стадіон ім. Ондрея Непели | 10 110    |
| ХК Кошиці              | Кошиці           | Стіл-Арена                        | 8 378     |

## Регулярний сезон

### Таблиця
| Команда                    | І  | В  | ВО | ПО | П  | Г   | ПШ  | Очк. |
| -------------------------- | -- | -- | -- | -- | -- | --- | --- | ---- |
| ХК Кошиці (Q)              | 57 | 38 | 10 | 3  | 6  | 217 | 102 | 137  |
| ХК Попрад (Q)              | 57 | 30 | 7  | 7  | 13 | 187 | 135 | 111  |
| ХК 05 Банська Бистриця (Q) | 57 | 26 | 7  | 5  | 19 | 179 | 140 | 97   |
| Слован Братислава (Q)      | 57 | 25 | 5  | 5  | 22 | 169 | 144 | 90   |
| Дукла Тренчин (Q)          | 57 | 26 | 3  | 4  | 24 | 147 | 168 | 88   |
| ХКм Зволен (Q)             | 57 | 22 | 5  | 8  | 22 | 161 | 154 | 84   |
| ХК 36 Скаліца (Q)          | 57 | 21 | 6  | 4  | 26 | 158 | 168 | 79   |
| ХК Нітра (Q)               | 57 | 21 | 4  | 6  | 26 | 168 | 189 | 77   |
| МХК Мартін                 | 57 | 21 | 1  | 9  | 26 | 153 | 182 | 74   |
| МсХК Жиліна                | 57 | 14 | 6  | 1  | 36 | 127 | 186 | 55   |
| Словаччина U20             | 30 | 2  | 0  | 2  | 26 | 42  | 140 | 8    |

(C) = Переможець плей-оф; (Q) = Кваліфікувалась у плей-оф; (RP) = Плей-оф на вибування; (O) = Переможець плей-оф на вибування; (R) = Вибула.

## Статистика

### Найкращі бомбардири
Список 10 найкращих гравців, сортованих за очками. Список розширений, оскільки деякі гравці набрали рівну кількість очок. До списку включені усі гравці із однаковою кількістю очок.
| №   | Гравець           | Команда                | І  | Г  | П  | Очк. | Ш   |
| --- | ----------------- | ---------------------- | -- | -- | -- | ---- | --- |
| 1.  | Мірослав Залешак  | ХК Кошиці              | 58 | 28 | 36 | 64   | 92  |
| 2.  | Арне Кротак       | ХК Попрад              | 52 | 20 | 38 | 58   | 46  |
| 3.  | Мірослав Штефанка | ХК Нітра               | 56 | 17 | 39 | 56   | 34  |
| 4.  | Петер Бартош      | ХК Кошиці              | 57 | 23 | 30 | 53   | 32  |
| 5.  | Рене Школяк       | ХК 36 Скаліца          | 47 | 18 | 33 | 51   | 113 |
| 6.  | Міхал Гудец       | ХК 05 Банська Бистриця | 49 | 18 | 31 | 49   | 83  |
| 7.  | Роман Томанек     | ХК 05 Банська Бистриця | 48 | 29 | 18 | 47   | 46  |
| 8.  | Ярослав Яброцький | МХК Мартін             | 51 | 27 | 20 | 47   | 38  |
| 9.  | Станіслав Грон    | ХК Кошиці              | 45 | 18 | 29 | 47   | 8   |
| 10. | Ян Пардавий       | Дукла Тренчин          | 53 | 14 | 32 | 46   | 34  |
|     | Ярослав Крістек   | ХК Кошиці              | 55 | 14 | 32 | 46   | 38  |

### Найкращі воротарі
Список найращих 10 воротарів, сортованих за відсотком відбитих кидків.
| №   | Гравець            | Команда                | І  | Коеф. | %ВК  |
| --- | ------------------ | ---------------------- | -- | ----- | ---- |
| 1.  | Іван Федор         | ХК 05 Банська Бистриця | 16 | 1.97  | .944 |
| 2.  | Томаш Галас        | ХК Кошиці              | 13 | 1.48  | .943 |
| 3.  | Юліус Гудачек      | ХК Кошиці              | 45 | 1.79  | .936 |
| 4.  | Лукаш Шкречко      | ХКм Зволен             | 48 | 2.33  | .930 |
| 5.  | Браніслав Конрад   | Слован Братислава      | 35 | 2.37  | .929 |
| 6.  | Павол Рибар        | Слован Братислава      | 23 | 2.47  | .928 |
| 7.  | Мірослав Шимонович | ХК 05 Банська Бистриця | 43 | 2.59  | .919 |
| 8.  | Марцел Меліхерчик  | ХК Попрад              | 53 | 2.17  | .918 |
| 9.  | Ян Лацо            | МсХК Жиліна            | 41 | 3.16  | .917 |
| 10. | Владімір Ковач     | Дукла Тренчин          | 37 | 2.72  | .916 |

І = проведено ігор; Коеф. = відсоток пропущених шайб; %ВК = відсоток відбитих кидків

## Плей-оф

### Посів плей-оф
8 команд, які за підсумками регулярного чемпіонату посіли найвищі місця, кваліфікувалися до серії плей-оф. Команда ХК «Кошице» стала переможцем регулярного чемпіонату, набравши 137 очок.
1. ХК Кошиці — 137 очок
2. ХК Попрад — 111 очок
3. ХК 05 Банська Бистриця — 97 очок
4. Слован Братислава — 90 очок
5. Дукла Тренчин — 88 очок
6. ХКм Зволен — 84 очок
7. ХК 36 Скалиця — 79 очок
8. ХК Нітра — 77 очок

### Сітка плей-оф
В 1/4 фіналу команди розділені на пари згідно із зайнятими місцями за підсумками першого етапу: 1—8, 2—7, 3—6, 4—5. В 1/2 фіналу учасники розподіляються за наступним принципом: команда, що посіла за підсумками першого етапу найвище місце, зустрічається з командою, що посіла найнижче місце.
- 1/4 і 1/2 фіналу і фінал проводяться до 4-х перемог однієї з команд.
- ігри за третє місце не проводяться, третє місце присуджують команді, що програла в 1/2 фіналу і посіла в регулярному чемпіонаті найвище місце.

|  | Чвертьфінали | Чвертьфінали  | Чвертьфінали        |           |                     | Півфінали | Півфінали | Півфінали |  |  | Фінал | Фінал     | Фінал |
|  |              |               |                     |           |                     |           |           |           |  |  |       |           |       |
|  | 1            | ХК Кошиці     | 4                   |           |                     |           |           |           |  |  |       |           |       |
|  | 8            | ХК Нітра      | 1                   |           |                     |           |           |           |  |  |       |           |       |
|  | 8            | ХК Нітра      | 1                   |           | 1                   | ХК Кошиці | 4         |           |  |  |       |           |       |
|  |              |               |                     |           | 1                   | ХК Кошиці | 4         |           |  |  |       |           |       |
|  |              | 5             | Дукла Тренчин       | 0         |                     |           |           |           |  |  |       |           |       |
|  | 4            | 5             | Дукла Тренчин       | 0         | Слован Братислава   | 3         |           |           |  |  |       |           |       |
|  | 4            |               |                     |           | Слован Братислава   | 3         |           |           |  |  |       |           |       |
|  | 5            | Дукла Тренчин | 4                   |           |                     |           |           |           |  |  |       |           |       |
|  |              |               |                     |           |                     |           |           |           |  |  | 1     | ХК Кошиці | 4     |
|  |              |               | 2                   | ХК Попрад | 1                   |           |           |           |  |  |       |           |       |
|  | 2            | ХК Попрад     | 4                   |           |                     |           |           |           |  |  |       |           |       |
|  | 7            | ХК 36 Скалиця | 2                   |           |                     |           |           |           |  |  |       |           |       |
|  | 7            | ХК 36 Скалиця | 2                   |           | 2                   | ХК Попрад | 4         |           |  |  |       |           |       |
|  |              |               |                     |           | 2                   | ХК Попрад | 4         |           |  |  |       |           |       |
|  |              | 3             | ХК Банська Бистриця | 3         |                     |           |           |           |  |  |       |           |       |
|  | 3            | 3             | ХК Банська Бистриця | 3         | ХК Банська Бистриця | 4         |           |           |  |  |       |           |       |
|  | 3            |               |                     |           | ХК Банська Бистриця | 4         |           |           |  |  |       |           |       |
|  | 6            | ХКм Зволен    | 3                   |           |                     |           |           |           |  |  |       |           |       |

### Рузультати

#### Чвертьфінал

##### ХК Кошиці— ХК Нітра
| 24 лютого 2011 18:00 | ХК Кошиці | 4 : 3 (2:1, 1:2, 1:0) | ХК Нітра | Стіл-Арена, Кошиці Глядачів: 4,680 |

| Протокол | Протокол                    | Протокол                                                     | Протокол | Протокол                              |
| --- | --------------------------- | ------------------------------------------------------------ | -------- | ------------------------------------- |
| | Юліус Гудачек               | Голкіпери                                                    | Ян Лацо  | Арбітри: Владімір Балушка Йозеф Кубуш |
| Дейл (Крістек) 18:57 Залешак (Єнчик, Грман) 19:41 Залешак (Єнчик, Фабуш) 27:55 Крістек (Міклік, Пашек) 58:53 | 0:1 1:1 2:1 3:1 3:2 3:3 4:3 | 10:09 Штумпф 35:33 Коргонь (Подставек) 39:53 Коргонь (Грнка) |          | Арбітри: Владімір Балушка Йозеф Кубуш |
| 12 хв. | Вилучення                   | 41 хв.                                                       |          | Арбітри: Владімір Балушка Йозеф Кубуш |
| 39 | Кидки                       | 32                                                           |          | Арбітри: Владімір Балушка Йозеф Кубуш |

| 25 лютого 2011 18:00 | ХК Кошиці | 6 : 0 (1:0, 1:0, 4:0) | ХК Нітра | Стіл-Арена, Кошиці Глядачів: 5,471 |

| Протокол | Протокол                | Протокол  | Протокол | Протокол                              |
| --- | ----------------------- | --------- | -------- | ------------------------------------- |
| | Юліус Гудачек           | Голкіпери | Ян Лацо  | Арбітри: Петер Гречко Мартін Гашпарик |
| Шеда (Єнчик, Дейл б) 04:59 Залешак (Фабуш, Єнчик) 30:56 Табачек (Бартош) 46:49 Міклік (Штербак, Пашек) 47:59 Дравецки (Фабуш, Грон б) 54:22 Єнчик (Ворел) 55:24 | 1:0 2:0 3:0 4:0 5:0 6:0 |           |          | Арбітри: Петер Гречко Мартін Гашпарик |
| 47 хв. | Вилучення               | 77 хв.    |          | Арбітри: Петер Гречко Мартін Гашпарик |
| 42 | Кидки                   | 18        |          | Арбітри: Петер Гречко Мартін Гашпарик |

| 28 лютого 2011 18:00 | ХК Нітра | 2 : 3 ПБ (0:0, 2:0, 0:2, ОТ: 0:0) (ПБ: 0:1) | ХК Кошиці | ЗС Нітри, Нітра Глядачів: 3,600 |

| Протокол                                                                      | Протокол               | Протокол                                                           | Протокол      | Протокол                              |
| ----------------------------------------------------------------------------- | ---------------------- | ------------------------------------------------------------------ | ------------- | ------------------------------------- |
|                                                                               | Ян Лацо                | Голкіпери                                                          | Юліус Гудачек | Арбітри: Владімір Балушка Петер Йонак |
| Г. Салії (Словак, Габріш б) 22:29 Ковачик (Словак, Угнак) 24:35 Ручкай Хренко | 1:0 2:0 2:1 2:2 Буліти | 42:15 Єнчик (Фролік) 56:31 Фабуш (Грон) Бартош (пб) Міклік Крістек |               | Арбітри: Владімір Балушка Петер Йонак |
| 4 хв.                                                                         | Вилучення              | 12 хв.                                                             |               | Арбітри: Владімір Балушка Петер Йонак |
| 30                                                                            | Кидки                  | 39                                                                 |               | Арбітри: Владімір Балушка Петер Йонак |

| 1 березня 2011 18:00 | ХК Нітра | 3 : 1 (0:1, 2:0, 1:0) | ХК Кошиці | ЗС Нітри, Нітра Глядачів: 2,789 |

| Протокол                                                                                      | Протокол        | Протокол                    | Протокол      | Протокол                          |
| --------------------------------------------------------------------------------------------- | --------------- | --------------------------- | ------------- | --------------------------------- |
|                                                                                               | Ян Лацо         | Голкіпери                   | Юліус Гудачек | Арбітри: Петер Гречко Йозеф Кубуш |
| Габріш (Словак, Фаб'ян б2) 32:57 С. Салії (Габріш б) 35:14 Г. Салії (Фаб'ян, Габріш, б) 48:39 | 0:1 1:1 2:1 3:1 | 18:18 Фабуш (Грон, Штербак) |               | Арбітри: Петер Гречко Йозеф Кубуш |
| 43 хв.                                                                                        | Вилучення       | 57 хв.                      |               | Арбітри: Петер Гречко Йозеф Кубуш |
| 22                                                                                            | Кидки           | 50                          |               | Арбітри: Петер Гречко Йозеф Кубуш |

| 4 березня 2011 18:00 | ХК Кошиці | 5 : 0 (2:0, 0:0, 3:0) | ХК Нітра | Стіл-Арена, Кошиці Глядачів: 5,663 |

| Протокол | Протокол            | Протокол  | Протокол | Протокол                          |
| --- | ------------------- | --------- | -------- | --------------------------------- |
| | Юліус Гудачек       | Голкіпери | Ян Лацо  | Арбітри: Петер Йонак Петер Локшик |
| Залешак (Дравецки, Пашек) 01:43 Дравецки (Грман, Грон) 04:40 Фролік (Єнчик, Гашчак) 47:50 Грон (Бартош, Фабуш) 48:27 Крістек (Табачек, Міклік) 56:57 | 1:0 2:0 3:0 4:0 5:0 |           |          | Арбітри: Петер Йонак Петер Локшик |
| 12 хв. | Вилучення           | 14 хв.    |          | Арбітри: Петер Йонак Петер Локшик |
| 43 | Кидки               | 26        |          | Арбітри: Петер Йонак Петер Локшик |

##### ХК Попрад— ХК 36 Скалиця
| 24 лютого 2011 18:00 | ХК Попрад | 0 : 2 (0:2, 0:0, 0:0) | ХК 36 Скаліца | ЗС Попрада, Попрад Глядачів: 2,659 |

| Протокол | Протокол          | Протокол                                                         | Протокол          | Протокол                        |
| -------- | ----------------- | ---------------------------------------------------------------- | ----------------- | ------------------------------- |
|          | Марцел Меліхерчик | Голкіпери                                                        | Властіміл Лакосіл | Арбітри: Даніел Конц Роман Руди |
|          | 0:1 0:2           | 07:53 Конечни (Яролін, Обдржалек) 11:37 Голович (Шатек, Куталек) |                   | Арбітри: Даніел Конц Роман Руди |
| 14 хв.   | Вилучення         | 8 хв.                                                            |                   | Арбітри: Даніел Конц Роман Руди |
| 33       | Кидки             | 40                                                               |                   | Арбітри: Даніел Конц Роман Руди |

| 25 лютого 2011 18:00 | ХК Попрад | 2 : 1 (2:1, 0:0, 0:0) | ХК 36 Скаліца | ЗС Попрада, Попрад Глядачів: 2,787 |

| Протокол                                             | Протокол          | Протокол   | Протокол          | Протокол                          |
| ---------------------------------------------------- | ----------------- | ---------- | ----------------- | --------------------------------- |
|                                                      | Мірослав Ліповски | Голкіпери  | Властіміл Лакосіл | Арбітри: Петер Йонак Рудолф Лауфф |
| Кледровец (Кульга, Клоуда) 09:39 Вонвіг (Сухи) 15:19 | 0:1 1:1 2:1       | 08:36 Гула |                   | Арбітри: Петер Йонак Рудолф Лауфф |
| 11 хв.                                               | Вилучення         | 22 хв.     |                   | Арбітри: Петер Йонак Рудолф Лауфф |
| 34                                                   | Кидки             | 31         |                   | Арбітри: Петер Йонак Рудолф Лауфф |

| 28 лютого 2011 18:00 | ХК 36 Скаліца | 1 : 2 (1:0, 0:2, 0:0) | ХК Попрад | ЗС Скаліци, Скалиця Глядачів: 2,836 |

| Протокол              | Протокол          | Протокол                                                         | Протокол          | Протокол                      |
| --------------------- | ----------------- | ---------------------------------------------------------------- | ----------------- | ----------------------------- |
|                       | Властіміл Лакосіл | Голкіпери                                                        | Мірослав Ліповски | Арбітри: Юрай Конц Роман Руди |
| Шатек (Голович) 08:42 | 1:0 1:1 1:2       | 24:17 Шковіра (Млинарович, Касік) 29:50 Шковіра (Клоуда, Сухи б) |                   | Арбітри: Юрай Конц Роман Руди |
| 53 хв.                | Вилучення         | 59 хв.                                                           |                   | Арбітри: Юрай Конц Роман Руди |
| 31                    | Кидки             | 27                                                               |                   | Арбітри: Юрай Конц Роман Руди |

| 1 березня 2011 18:00 | ХК 36 Скаліца | 1 : 0 ОТ (0:0, 0:0, 0:0, ОТ: 1:0) | ХК Попрад | ЗС Скаліци, Скалиця Глядачів: 2,787 |

| Протокол               | Протокол          | Протокол  | Протокол          | Протокол                         |
| ---------------------- | ----------------- | --------- | ----------------- | -------------------------------- |
|                        | Властіміл Лакосіл | Голкіпери | Мірослав Ліповски | Арбітри: Даніел Конц Петер Йонак |
| 63:15 Конечни (Яролін) | 1:0               |           |                   | Арбітри: Даніел Конц Петер Йонак |
| 2 хв.                  | Вилучення         | 4 хв.     |                   | Арбітри: Даніел Конц Петер Йонак |
| 32                     | Кидки             | 35        |                   | Арбітри: Даніел Конц Петер Йонак |

| 4 березня 2011 18:00 | ХК Попрад | 6 : 3 (2:0, 3:1, 1:2) | ХК 36 Скаліца | ЗС Попрада, Попрад Глядачів: 3,113 |

| Протокол | Протокол                            | Протокол                                                                                         | Протокол          | Протокол                             |
| --- | ----------------------------------- | ------------------------------------------------------------------------------------------------ | ----------------- | ------------------------------------ |
| | Мірослав Ліповски                   | Голкіпери                                                                                        | Властіміл Лакосіл | Арбітри: Роберт Орсаг Роберт Мюллнер |
| Клоуда (Лапшански, Ясечко б) 08:24 Шковіра (Лундберг, Кульга) 13:26 Кульга (Касік, Лундберг б) 21:10 Кульга (Сухи, Касік б) 34:23 Лапшански (Кротак, Клоуда б) 37:02 Кульга (Лундберг, Шковіра) 50:22 | 1:0 2:0 3:0 3:1 4:1 5:1 5:2 6:2 6:3 | 27:46 Обдржалек (Конечни, М. Школяк) 46:02 Штепан (Лантош, Янкович) 57:26 Мікушович (Вішньовски) |                   | Арбітри: Роберт Орсаг Роберт Мюллнер |
| 34 хв. | Вилучення                           | 34 хв.                                                                                           |                   | Арбітри: Роберт Орсаг Роберт Мюллнер |
| 32 | Кидки                               | 30                                                                                               |                   | Арбітри: Роберт Орсаг Роберт Мюллнер |

| 6 березня 2011 18:00 | ХК 36 Скаліца | 0 : 1 (0:0, 0:1, 0:0) | ХК Попрад | ЗС Скаліци, Скалиця Глядачів: 3,518 |

| Протокол | Протокол          | Протокол                             | Протокол          | Протокол                                  |
| -------- | ----------------- | ------------------------------------ | ----------------- | ----------------------------------------- |
|          | Властіміл Лакосіл | Голкіпери                            | Мірослав Ліповски | Арбітри: Антонін Єржабек Владімір Шиндлер |
|          | 0:1               | 36:25 Кротак (Лапшански, Д. Брейчак) |                   | Арбітри: Антонін Єржабек Владімір Шиндлер |
| 16 хв.   | Вилучення         | 16 хв.                               |                   | Арбітри: Антонін Єржабек Владімір Шиндлер |
| 24       | Кидки             | 25                                   |                   | Арбітри: Антонін Єржабек Владімір Шиндлер |

##### ХК Банська Бистриця— ХКм Зволен
| 26 лютого 2011 18:00 | ХК 05 Банська Бистриця | 3 : 5 (1:1, 2:1, 0:3) | ХКм Зволен | ЗС Б. Бистриці, Банська Бистриця Глядачів: 3,424 |

| Протокол                                                                               | Протокол                        | Протокол                                                                                               | Протокол      | Протокол                          |
| -------------------------------------------------------------------------------------- | ------------------------------- | --- | ------------- | --------------------------------- |
|                                                                                        | Мірослав Шимонович Іван Федор   | Голкіпери                                                                                              | Лукаш Шкречко | Арбітри: Петер Орсаг Петер Локшик |
| Шехни (Гвіла, Лажо б) 12:42 Гвіла (Гудец, Томанек б) 22:24 Кутни (Лажо, Колба б) 38:05 | 0:1 1:1 2:1 2:2 3:2 3:3 3:4 3:5 | 01:42 Отченаш 25:01 Хован (Черни б) 43:39 Дялога (Хован) 46:26 Барінка (Черни б) 59:58 Отченаш (Хован) |               | Арбітри: Петер Орсаг Петер Локшик |
| 45 хв.                                                                                 | Вилучення                       | 49 хв.                                                                                                 |               | Арбітри: Петер Орсаг Петер Локшик |
| 39                                                                                     | Кидки                           | 37 |               | Арбітри: Петер Орсаг Петер Локшик |

| 27 лютого 2011 18:00 | ХК 05 Банська Бистриця | 3 : 4 (1:1, 1:2, 1:1) | ХКм Зволен | ЗС Б. Бистриці, Банська Бистриця Глядачів: 3,411 |

| Протокол                                                                       | Протокол                    | Протокол                                                                                        | Протокол                    | Протокол                             |
| ------------------------------------------------------------------------------ | --------------------------- | ----------------------------------------------------------------------------------------------- | --------------------------- | ------------------------------------ |
|                                                                                | Іван Федор                  | Голкіпери                                                                                       | Лукаш Шкречко Матей Крістін | Арбітри: Йозеф Кубуш Мартін Гашпарік |
| Гвіла (Томанек б) 14:40 Лажо (Вейссманн б) 26:53 Чешик (Бамбух, Кутни б) 48:54 | 1:0 1:1 2:1 2:2 2:3 3:3 3:4 | 17:49 Юрашко (Хован б) 38:34 Мери (Трохта, Дялога) 39:32 Балаж (Л. Юрік б) 50:12 Коварж (Балаж) |                             | Арбітри: Йозеф Кубуш Мартін Гашпарік |
| 14 хв.                                                                         | Вилучення                   | 41 хв.                                                                                          |                             | Арбітри: Йозеф Кубуш Мартін Гашпарік |
| 38                                                                             | Кидки                       | 24                                                                                              |                             | Арбітри: Йозеф Кубуш Мартін Гашпарік |

| 2 березня 2011 18:00 | ХКм Зволен | 0 : 3 (0:1, 0:1, 0:1) | ХК 05 Банська Бистриця | ЗС Зволена, Зволен Глядачів: 4,720 |

| Протокол | Протокол      | Протокол                                                                                | Протокол           | Протокол                                 |
| -------- | ------------- | --------------------------------------------------------------------------------------- | ------------------ | ---------------------------------------- |
|          | Лукаш Шкречко | Голкіпери                                                                               | Мірослав Шимонович | Арбітри: Владімір Балушка Роберт Мюллнер |
|          | 0:1 0:2 0:3   | 19:34 Лажо (Біро, Вейссманн) 34:17 Вайссманн (Глінка, Лажо) 43:18 Кутни (Румпел, Чешик) |                    | Арбітри: Владімір Балушка Роберт Мюллнер |
| 14 хв.   | Вилучення     | 37 хв.                                                                                  |                    | Арбітри: Владімір Балушка Роберт Мюллнер |
| 31       | Кидки         | 29                                                                                      |                    | Арбітри: Владімір Балушка Роберт Мюллнер |

| 3 березня 2011 18:00 | ХКм Зволен | 3 : 4 ПБ (2:0, 0:0, 1:3, ОТ: 0:0) (ПБ: 0:1) | ХК 05 Банська Бистриця | ЗС Зволена, Зволен Глядачів: 5,010 |

| Протокол | Протокол                       | Протокол                                                                                              | Протокол           | Протокол                         |
| --- | ------------------------------ | --- | ------------------ | -------------------------------- |
| | Лукаш Шкречко                  | Голкіпери                                                                                             | Мірослав Шимонович | Арбітри: Петер Орсаг Йозеф Кубуш |
| Барінка (Пухер Черни б) 05:18 Балаж (Коварж, Л. Юрік) 10:39 Отченаш (Хован, Пухер) 56:09 Барінка Хован Л. Юрік | 1:0 2:0 2:1 2:2 3:2 3:3 Буліти | 53:10 Томанек (Глінка, Лажо б) 54:27 Шехни (Кутни) 59:41 Гудец (Цебак, Шехни) Лажо Шехни Томанек (пб) |                    | Арбітри: Петер Орсаг Йозеф Кубуш |
| |                                | |                    | Арбітри: Петер Орсаг Йозеф Кубуш |
| |                                | |                    | Арбітри: Петер Орсаг Йозеф Кубуш |

| 5 березня 2011 18:00 | ХК 05 Банська Бистриця | 1 : 2 ПБ (0:0, 0:0, 1:1, ОТ: 0:0) (ПБ: 0:1) | ХКм Зволен | ЗС Б. Бистриці, Банська Бистриця Глядачів: 3,430 |

| Протокол                              | Протокол           | Протокол                         | Протокол      | Протокол                               |
| ------------------------------------- | ------------------ | -------------------------------- | ------------- | -------------------------------------- |
|                                       | Мірослав Шимонович | Голкіпери                        | Лукаш Шкречко | Арбітри: Владімір Балушка Петер Гречко |
| Лажо (Глінка, Кутни) 58:21 Лажо Шехни | 0:1 1:1 Буліти     | 53:55 Черни Балаж (пб) Шкварідло |               | Арбітри: Владімір Балушка Петер Гречко |
|                                       |                    |                                  |               | Арбітри: Владімір Балушка Петер Гречко |
|                                       |                    |                                  |               | Арбітри: Владімір Балушка Петер Гречко |

| 7 березня 2011 18:00 | ХКм Зволен | 2 : 3 ПБ (0:0, 1:0, 1:2, ОТ: 0:0) (ПБ: 0:1) | ХК 05 Банська Бистриця | ЗС Зволена, Зволен Глядачів: 5,209 |

| Протокол | Протокол               | Протокол                                                                           | Протокол           | Протокол                         |
| --- | ---------------------- | ---------------------------------------------------------------------------------- | ------------------ | -------------------------------- |
| | Лукаш Шкречко          | Голкіпери                                                                          | Мірослав Шимонович | Арбітри: Петер Орсаг Даніел Конц |
| Дялога (Левінський, М. Юрік) 33:46 Лесковянски (Трохта, Левінський) 57:05 Балаж Шкварідло Отченаш Балаж Хован | 1:0 1:1 2:1 2:2 Буліти | 43:18 Гвіла (Візвари, Шехни) 58:22 Сикора (м) Глінка Сикора Лажо Шехни Сикора (пб) |                    | Арбітри: Петер Орсаг Даніел Конц |
| |                        |                                                                                    |                    | Арбітри: Петер Орсаг Даніел Конц |
| |                        |                                                                                    |                    | Арбітри: Петер Орсаг Даніел Конц |

| 9 березня 2011 18:00 | ХК 05 Банська Бистриця | 2 : 1 (1:1, 1:0, 0:0) | ХКм Зволен | ЗС Б. Бистриці, Банська Бистриця Глядачів: 3,277 |

| Протокол                                              | Протокол           | Протокол                            | Протокол      | Протокол                        |
| ----------------------------------------------------- | ------------------ | ----------------------------------- | ------------- | ------------------------------- |
|                                                       | Мірослав Шимонович | Голкіпери                           | Лукаш Шкречко | Арбітри: Петер Гречко Юрай Конц |
| Кубка (Шехни, Гвіла) 06:36 Цебак (Лажо, Глінка) 23:49 | 1:0 1:1 2:1        | 17:23 Барінка (Лесковянски, Грашко) |               | Арбітри: Петер Гречко Юрай Конц |
| 10 хв.                                                | Вилучення          | 39 хв.                              |               | Арбітри: Петер Гречко Юрай Конц |
| 35                                                    | Кидки              | 20                                  |               | Арбітри: Петер Гречко Юрай Конц |

##### Слован Братислава— Дукла Тренчин
| 26 лютого 2011 18:00 | Слован Братислава | 4 : 2 (1:0, 0:1, 3:1) | Дукла Тренчин | ЗС Братислави, Братислава Глядачів: 3,380 |

| Протокол | Протокол                | Протокол                                                           | Протокол           | Протокол                          |
| --- | ----------------------- | ------------------------------------------------------------------ | ------------------ | --------------------------------- |
| | Браніслав Конрад        | Голкіпери                                                          | Томаш Г'ядловський | Арбітри: Юрай Конц Роберт Мюллнер |
| Недорост (Гуйса, Джекмен б) 16:41 Капуш (Ліп'янський б) 51:19 Гуйса (Рульє, Недорост б) 51:40 Буц (б) 59:52 | 1:0 1:1 2:1 3:1 3:2 4:2 | 24:09 Секераш (Копецький, Науров) 55:18 Меліхарек (Беднар, Мікула) |                    | Арбітри: Юрай Конц Роберт Мюллнер |
| 18 хв. | Вилучення               | 18 хв.                                                             |                    | Арбітри: Юрай Конц Роберт Мюллнер |
| 32 | Кидки                   | 32                                                                 |                    | Арбітри: Юрай Конц Роберт Мюллнер |

| 27 лютого 2011 18:00 | Слован Братислава | 4 : 1 (0:1, 0:0, 4:0) | Дукла Тренчин | ЗС Братислави, Братислава Глядачів: 3,380 |

| Протокол                                                                          | Протокол            | Протокол                      | Протокол       | Протокол                          |
| --------------------------------------------------------------------------------- | ------------------- | ----------------------------- | -------------- | --------------------------------- |
|                                                                                   | Браніслав Конрад    | Голкіпери                     | Владімір Ковач | Арбітри: Даніел Конц Петер Гречко |
| Буц 42:02 Ліп'янський (шк) 46:22 Гуйса (Гаєк, Недорост) 53:58 Гудачек (Буц) 55:20 | 0:1 1:1 2:1 3:1 4:1 | 11:54 Дюріш (Секераш, Науров) |                | Арбітри: Даніел Конц Петер Гречко |
| 4 хв.                                                                             | Вилучення           | 1 хв.                         |                | Арбітри: Даніел Конц Петер Гречко |
| 25                                                                                | Кидки               | 29                            |                | Арбітри: Даніел Конц Петер Гречко |

| 2 березня 2011 18:00 | Дукла Тренчин | 3 : 6 (2:1, 1:3, 0:2) | Слован Братислава | ЗС Тренчина, Тренчин Глядачів: 5,730 |

| Протокол                                                                             | Протокол                            | Протокол | Протокол         | Протокол                          |
| ------------------------------------------------------------------------------------ | ----------------------------------- | --- | ---------------- | --------------------------------- |
|                                                                                      | Томаш Г'ядловський                  | Голкіпери | Браніслав Конрад | Арбітри: Петер Орсаг Рудолф Лауфф |
| Янош (Тибор) 04:00 Коложварий (Тибор, Беднар м) 14:01 Тибор (Дюріш, Секераш б) 38:34 | 1:0 2:0 2:1 2:2 3:2 3:3 3:4 3:5 3:6 | 17:27 Роб. Гуна (Прайсінгер, Гаєк) 35:07 Недорост (Гуйса, Бакош) 39:01 Бакош (Гаєк, Джекмен) 39:30 Ліп'янський (Фрюгауф, Скокан) 43:00 Недорост (Гуйса, Бакош) 51:46 Недорост (Гуйса, Гаєк б2) |                  | Арбітри: Петер Орсаг Рудолф Лауфф |
| 24 хв.                                                                               | Вилучення                           | 15 хв. |                  | Арбітри: Петер Орсаг Рудолф Лауфф |
| 32                                                                                   | Кидки                               | 21 |                  | Арбітри: Петер Орсаг Рудолф Лауфф |

| 3 березня 2011 18:00 | Дукла Тренчин | 3 : 2 ПБ (0:0, 1:2, 1:0, ОТ: 0:0) (ПБ: 1:0) | Слован Братислава | ЗС Тренчина, Тренчин Глядачів: 5,520 |

| Протокол                                                                 | Протокол               | Протокол                                                                                      | Протокол         | Протокол                              |
| ------------------------------------------------------------------------ | ---------------------- | --------------------------------------------------------------------------------------------- | ---------------- | ------------------------------------- |
|                                                                          | Владімір Ковач         | Голкіпери                                                                                     | Браніслав Конрад | Арбітри: Мартін Гашпарик Петер Гречко |
| Тибор (Трефний) 23:25 Блатний (Тибор, Секераш) 56:00 Пардавий (пб) Тибор | 1:0 1:1 1:2 2:2 Буліти | 25:17 Недорост (Гуйса, Гаєк б) 28:17 Роб. Гуна (Ріх. Гуна, Гудачек) Гуйса Ліп'янський Джекмен |                  | Арбітри: Мартін Гашпарик Петер Гречко |
| 8 хв.                                                                    | Вилучення              | 14 хв.                                                                                        |                  | Арбітри: Мартін Гашпарик Петер Гречко |
| 48                                                                       | Кидки                  | 29                                                                                            |                  | Арбітри: Мартін Гашпарик Петер Гречко |

| 5 березня 2011 18:00 | Слован Братислава | 1 : 2 (0:1, 0:1, 1:0) | Дукла Тренчин | ЗС Братислави, Братислава Глядачів: 3,380 |

| Протокол           | Протокол         | Протокол                                     | Протокол       | Протокол                            |
| ------------------ | ---------------- | -------------------------------------------- | -------------- | ----------------------------------- |
|                    | Браніслав Конрад | Голкіпери                                    | Владімір Ковач | Арбітри: Даніел Конц Роберт Мюллнер |
| Урам (Бакош) 56:06 | 0:1 0:2 1:2      | 02:23 Секераш (б) 32:12 Дюріш (Янош, Беднар) |                | Арбітри: Даніел Конц Роберт Мюллнер |
| 42 хв.             | Вилучення        | 19 хв.                                       |                | Арбітри: Даніел Конц Роберт Мюллнер |
| 30                 | Кидки            | 32                                           |                | Арбітри: Даніел Конц Роберт Мюллнер |

| 7 березня 2011 18:00 | Дукла Тренчин | 6 : 3 (3:1, 3:1, 0:1) | Слован Братислава | ЗС Тренчина, Тренчин Глядачів: 6,150 |

| Протокол | Протокол                            | Протокол                                                                    | Протокол                     | Протокол                       |
| --- | ----------------------------------- | --------------------------------------------------------------------------- | ---------------------------- | ------------------------------ |
| | Владімір Ковач                      | Голкіпери                                                                   | Браніслав Конрад Павол Рибар | Арбітри: Юрай Конц Йозеф Кубуш |
| Тибор (Тврдонь, Грушка б) 05:43 Мікула (Янош, Томко) 11:05 Грушка (Янош, Мікула) 18:28 Тибор (Грушка, Тврдонь б) 28:41 Науров (Меліхарек, Коложварий) 30:00 Янош 39:35 | 0:1 1:1 2:1 3:1 4:1 5:1 5:2 6:2 6:3 | 02:02 Буц (Скокан, Булик) 38:28 Джекмен (Ліп'янський, Гаєк) 53:47 Роб. Гуна |                              | Арбітри: Юрай Конц Йозеф Кубуш |
| 26 хв. | Вилучення                           | 78 хв.                                                                      |                              | Арбітри: Юрай Конц Йозеф Кубуш |
| 46 | Кидки                               | 24                                                                          |                              | Арбітри: Юрай Конц Йозеф Кубуш |

| 9 березня 2011 18:00 | Слован Братислава | 2 : 5 (2:0, 0:3, 0:2) | Дукла Тренчин | ЗС Братислави, Братислава Глядачів: 3,380 |

| Протокол                                                         | Протокол                    | Протокол | Протокол       | Протокол                                  |
| ---------------------------------------------------------------- | --------------------------- | --- | -------------- | ----------------------------------------- |
|                                                                  | Браніслав Конрад            | Голкіпери | Владімір Ковач | Арбітри: Антонін Єржабек Владімір Шиндлер |
| Скокан (Буц, Ковачик) 07:27 Роб. Гуна (Гудачек, Ріх. Гуна) 07:51 | 1:0 2:0 2:1 2:2 2:3 2:4 2:5 | 26:11 Науров (Блатний) 26:52 Гашпарович (Пардавий) 27:58 Тибор (Гашпарович, Тврдонь б) 43:19 Тибор (Тврдонь б) 59:04 Блатний (Тибор) |                | Арбітри: Антонін Єржабек Владімір Шиндлер |
| 6 хв.                                                            | Вилучення                   | 14 хв. |                | Арбітри: Антонін Єржабек Владімір Шиндлер |
| 37                                                               | Кидки                       | 33 |                | Арбітри: Антонін Єржабек Владімір Шиндлер |

#### Півфінал

##### ХК Кошиці— Дукла Тренчин
| 13 березня 2011 18:00 | ХК Кошиці | 9 : 1 (3:1, 1:0, 5:0) | Дукла Тренчин | Стіл-Арена, Кошиці Глядачів: 7,106 |

| Протокол | Протокол                                | Протокол                 | Протокол       | Протокол                             |
| --- | --------------------------------------- | ------------------------ | -------------- | ------------------------------------ |
| | Юліус Гудачек                           | Голкіпери                | Владімір Ковач | Арбітри: Мартін Гашпарік Йозеф Кубуш |
| Дравецки (Залешак, Пашек) 02:27 Крістек (Міклік, Залешак б) 15:03 Грон (Фабуш б) 19:43 Пашек (Гомер, Залешак) 24:42 Ворел (Крістек, Дейл) 44:01 Залешак (Гомер, Дравецки) 45:05 Крістек (Міклік) 48:56 Гашчак (Єнчик, Фролік) 51:21 Шеда (Єнчик б) 57:05 | 1:0 1:1 2:1 3:1 4:1 5:1 6:1 7:1 8:1 9:1 | 09:14 Блатни (Меліхарек) |                | Арбітри: Мартін Гашпарік Йозеф Кубуш |
| 6 хв. | Вилучення                               | 16 хв.                   |                | Арбітри: Мартін Гашпарік Йозеф Кубуш |
| 40 | Кидки                                   | 26                       |                | Арбітри: Мартін Гашпарік Йозеф Кубуш |

| 14 березня 2011 18:00 | ХК Кошиці | 5 : 0 (1:0, 2:0, 2:0) | Дукла Тренчин | Стіл-Арена, Кошиці Глядачів: 7,048 |

| Протокол | Протокол            | Протокол  | Протокол       | Протокол                            |
| --- | ------------------- | --------- | -------------- | ----------------------------------- |
| | Юліус Гудачек       | Голкіпери | Владімір Ковач | Арбітри: Роберт Мюллнер Петер Йонак |
| Міклік (Залешак, Ворел б) 04:30 Гомер (Табачек, Міклік б2) 27:54 Грман (Ворел) 37:43 Фролік (Гашчак) 54:42 Міклік (Крістек, Грман) 57:31 | 1:0 2:0 3:0 4:0 5:0 |           |                | Арбітри: Роберт Мюллнер Петер Йонак |
| 28 хв. | Вилучення           | 58 хв.    |                | Арбітри: Роберт Мюллнер Петер Йонак |
| 34 | Кидки               | 15        |                | Арбітри: Роберт Мюллнер Петер Йонак |

| 17 березня 2011 18:00 | Дукла Тренчин | 3 : 4 ПБ (0:1, 1:0, 2:2, 0:0) | ХК Кошиці | ЗС Тренчина, Тренчин Глядачів: 6,150 |

| Протокол                                                                                             | Протокол                    | Протокол                                                                             | Протокол      | Протокол                         |
| --- | --------------------------- | ------------------------------------------------------------------------------------ | ------------- | -------------------------------- |
| | Владімір Ковач              | Голкіпери                                                                            | Юліус Гудачек | Арбітри: Петер Йонак Йозеф Кубуш |
| Пардави (Меліхарек, Трефни м) 28:56 Тврдонь (Тибор, Гашпарович) 41:28 Хован (Тврдонь, Тибор б) 47:49 | 0:1 1:1 2:1 2:2 3:2 3:3 3:4 | 08:54 Гашчак (Штербак) 44:08 Фролік (Дравецки, Єнчик) 51:36 Грон (Фабуш) Бартош (пб) |               | Арбітри: Петер Йонак Йозеф Кубуш |
| 14 хв.                                                                                               | Вилучення                   | 8 хв.                                                                                |               | Арбітри: Петер Йонак Йозеф Кубуш |
| 27                                                                                                   | Кидки                       | 39                                                                                   |               | Арбітри: Петер Йонак Йозеф Кубуш |

| 18 березня 2011 18:00 | Дукла Тренчин | 1 : 5 (1:2, 0:3, 0:0) | ХК Кошиці | ЗС Тренчина, Тренчин Глядачів: 6,150 |

| Протокол                            | Протокол                        | Протокол | Протокол      | Протокол                                  |
| ----------------------------------- | ------------------------------- | --- | ------------- | ----------------------------------------- |
|                                     | Владімір Ковач Томаш Г'ядловски | Голкіпери | Юліус Гудачек | Арбітри: Владімір Балушка Мартін Гашпарік |
| Меліхарек (Секераш, Блатни б) 09:45 | 0:1 1:1 1:2 1:3 1:4 1:5         | 01:15 Грон (Фабуш, Грман) 11:57 Грон 21:44 Залешак (Табачек, Міклік б) 28:21 Ворел (Залешак, Крістек б) 38:59 Міклік (Залешак, Крістек б) |               | Арбітри: Владімір Балушка Мартін Гашпарік |
| 14 хв.                              | Вилучення                       | 14 хв. |               | Арбітри: Владімір Балушка Мартін Гашпарік |
| 20                                  | Кидки                           | 30 |               | Арбітри: Владімір Балушка Мартін Гашпарік |

##### ХК Попрад— ХК Банська Бистриця
| 15 березня 2011 18:00 | ХК Попрад | 7 : 5 (2:0, 3:3, 2:2) | ХК 05 Банська Бистриця | ЗС Попрада, Попрад Глядачів: 3,679 |

| Протокол | Протокол                                        | Протокол | Протокол                      | Протокол                        |
| --- | ----------------------------------------------- | --- | ----------------------------- | ------------------------------- |
| | Марцел Меліхерчик Мірослав Ліповски             | Голкіпери | Мірослав Шимонович Іван Федор | Арбітри: Юрай Конц Петер Локшик |
| Рапач (Світана, Копецки) 10:12 Кульга (шк) 17:55 Венвіг (Клоуда, Ясечко б) 20:27 Копецки (Я. Брейчак, Млинарович) 25:59 Роджерс (Я. Брейчак) 31:15 Лапшански (Клоуда, Ясечко) 46:10 Кротак (Лапшански) 59:07 | 1:0 2:0 3:0 4:0 4:1 5:1 5:2 5:3 6:3 6:4 6:5 7:5 | 27:08 Кутни (Чешик, Румпел) 36:55 Глінка (Гвіла, Лажо б) 38:19 Вейссманн (Лажо, Глінка) 49:18 Шехни (Глінка, Лажо) 54:48 Вейссманн (Шехни, Цебак) |                               | Арбітри: Юрай Конц Петер Локшик |
| 14 хв. | Вилучення                                       | 14 хв. |                               | Арбітри: Юрай Конц Петер Локшик |
| 42 | Кидки                                           | 31 |                               | Арбітри: Юрай Конц Петер Локшик |

| 16 березня 2011 18:00 | ХК Попрад | 1 : 3 (0:0, 1:1, 0:2) | ХК 05 Банська Бистриця | ЗС Попрада, Попрад Глядачів: 3,393 |

| Протокол                         | Протокол          | Протокол                                                                           | Протокол           | Протокол                                |
| -------------------------------- | ----------------- | ---------------------------------------------------------------------------------- | ------------------ | --------------------------------------- |
|                                  | Мірослав Ліповски | Голкіпери                                                                          | Мірослав Шимонович | Арбітри: Роберт Мюллнер Антонін Єржабек |
| Лундберг (Кульга, Касік б) 30:51 | 1:0 1:1 1:2 1:3   | 37:17 Пальов (Гвіла, Шехни) 42:53 Гвіла (Кубка, Бамбух) 59:08 Гудец (Цебак, Цунік) |                    | Арбітри: Роберт Мюллнер Антонін Єржабек |
| 45 хв.                           | Вилучення         | 29 хв.                                                                             |                    | Арбітри: Роберт Мюллнер Антонін Єржабек |
| 39                               | Кидки             | 32                                                                                 |                    | Арбітри: Роберт Мюллнер Антонін Єржабек |

| 19 березня 2011 18:00 | ХК 05 Банська Бистриця | 3 : 1 (0:1, 0:0, 3:0) | ХК Попрад | ЗС Б. Бистриці, Банська Бистриця Глядачів: 3,281 |

| Протокол                                                              | Протокол           | Протокол               | Протокол          | Протокол                        |
| --------------------------------------------------------------------- | ------------------ | ---------------------- | ----------------- | ------------------------------- |
|                                                                       | Мірослав Шимонович | Голкіпери              | Марцел Меліхерчик | Арбітри: Петер Гречко Юрай Конц |
| Лажо (Цебак, Вейссманн) 45:06 Гудец (м2) 51:32 Чешик (Сикора б) 57:11 | 0:1 1:1 2:1 3:1    | 08:01 Шковіра (Кульга) |                   | Арбітри: Петер Гречко Юрай Конц |
| 16 хв.                                                                | Вилучення          | 18 хв.                 |                   | Арбітри: Петер Гречко Юрай Конц |
| 36                                                                    | Кидки              | 31                     |                   | Арбітри: Петер Гречко Юрай Конц |

| 20 березня 2011 18:00 | ХК 05 Банська Бистриця | 2 : 3 (1:3, 0:0, 1:0) | ХК Попрад | ЗС Б. Бистриці, Банська Бистриця Глядачів: 3,333 |

| Протокол                                   | Протокол            | Протокол                                                                              | Протокол          | Протокол                         |
| ------------------------------------------ | ------------------- | ------------------------------------------------------------------------------------- | ----------------- | -------------------------------- |
|                                            | Мірослав Шимонович  | Голкіпери                                                                             | Мірослав Ліповски | Арбітри: Петер Орсаг Даніел Конц |
| Румпел (Чешик) 04:26 Гвіла (Чешик б) 58:27 | 1:0 1:1 1:2 1:3 2:3 | 09:46 Копецки (Венвіг, Світана) 15:51 Світана (Венвіг) 19:57 Кульга (Шковіра, Сухи б) |                   | Арбітри: Петер Орсаг Даніел Конц |
| 22 хв.                                     | Вилучення           | 16 хв.                                                                                |                   | Арбітри: Петер Орсаг Даніел Конц |
| 33                                         | Кидки               | 21                                                                                    |                   | Арбітри: Петер Орсаг Даніел Конц |

| 22 березня 2011 18:00 | ХК Попрад | 4 : 3 ОТ (2:3, 0:0, 1:0, 1:0) | ХК 05 Банська Бистриця | ЗС Попрада, Попрад Глядачів: 4,404 |

| Протокол | Протокол                    | Протокол                                                                        | Протокол           | Протокол                        |
| --- | --------------------------- | ------------------------------------------------------------------------------- | ------------------ | ------------------------------- |
| | Мірослав Ліповски           | Голкіпери                                                                       | Мірослав Шимонович | Арбітри: Юрай Конц Петер Гречко |
| Я. Брейчак (Сухи, Шковіра б) 04:59 Кульга (Сухи, Шковіра б) 09:09 Світана (Млинарович, Венвіг) 42:56 Світана (Клоуда) 65:38 | 1:0 2:0 2:1 2:2 2:3 3:3 4:3 | 12:02 Гудец (Цебак) 13:26 Гвіла (Томанек, Бамбух б) 17:26 Лажо (Гудец, Шехни б) |                    | Арбітри: Юрай Конц Петер Гречко |
| 42 хв. | Вилучення                   | 42 хв.                                                                          |                    | Арбітри: Юрай Конц Петер Гречко |
| 46 | Кидки                       | 31                                                                              |                    | Арбітри: Юрай Конц Петер Гречко |

| 24 березня 2011 18:00 | ХК 05 Банська Бистриця | 2 : 1 ПБ (0:0, 0:0, 1:1, 0:0) | ХК Попрад | ЗС Б. Бистриці, Банська Бистриця Глядачів: 3,427 |

| Протокол                    | Протокол    | Протокол                         | Протокол          | Протокол                         |
| --------------------------- | ----------- | -------------------------------- | ----------------- | -------------------------------- |
|                             | Іван Федор  | Голкіпери                        | Марцел Меліхерчик | Арбітри: Петер Йонаа Петер Орсаг |
| Вейссманн 45:18 Сикора (пб) | 1:0 1:1 2:1 | 47:04 Млинарович (Сухи, Копецки) |                   | Арбітри: Петер Йонаа Петер Орсаг |
|                             |             |                                  |                   | Арбітри: Петер Йонаа Петер Орсаг |
|                             |             |                                  |                   | Арбітри: Петер Йонаа Петер Орсаг |

| 26 березня 2011 18:00 | ХК Попрад | 6 : 4 (3:1, 0:2, 3:1) | ХК 05 Банська Бистриця | ЗС Попрада, Попрад Глядачів: 4,404 |

| Протокол | Протокол                                | Протокол                                                                                                 | Протокол   | Протокол                                |
| --- | --------------------------------------- | --- | ---------- | --------------------------------------- |
| | Мірослав Ліповски                       | Голкіпери                                                                                                | Іван Федор | Арбітри: Владімір Шиндлер Мартін Франьо |
| Я. Брейчак (Кротак) 05:46 Лундберг (Шковіра, Кульга б) 10:33 Шковіра (Я. Брейчак, Лундберг б) 16:04 Кульга (Шковіра, Лундберг) 42:50 Рапач (Ясечко, Клоуда) 44:25 Світана (Кротак, Сухи) 47:46 | 1:0 2:0 3:0 3:1 3:2 3:3 4:3 5:3 6:3 6:4 | 19:00 Пальов (Сикора, Цунік б) 32:56 Біро (Чешик) 34:11 Румпел (Кутни, Колба) 57:27 Чешик (Кутни, Цебак) |            | Арбітри: Владімір Шиндлер Мартін Франьо |
| 12 хв. | Вилучення                               | 36 хв.                                                                                                   |            | Арбітри: Владімір Шиндлер Мартін Франьо |
| 39 | Кидки                                   | 38 |            | Арбітри: Владімір Шиндлер Мартін Франьо |

#### Фінал

##### ХК Кошиці— ХК Попрад
| 30 березня 2011 18:00 | ХК Кошиці | 3 : 1 (1:0, 1:1, 1:0) | ХК Попрад | Стіл-Арена, Кошиці Глядачів: 6,995 |

| Протокол                                                               | Протокол        | Протокол                         | Протокол          | Протокол                        |
| ---------------------------------------------------------------------- | --------------- | -------------------------------- | ----------------- | ------------------------------- |
|                                                                        | Юліус Гудачек   | Голкіпери                        | Мірослав Ліповски | Арбітри: Петер Гречко Юрай Конц |
| Дравецки (Залешак) 16:55 Ворел (Залешак, Крістек б) 30:32 Міклік 58:22 | 1:0 2:0 2:1 3:1 | 33:26 Венвіг (Я. Брейчак, Рапач) |                   | Арбітри: Петер Гречко Юрай Конц |
| 4 хв.                                                                  | Вилучення       | 10 хв.                           |                   | Арбітри: Петер Гречко Юрай Конц |
| 28                                                                     | Кидки           | 20                               |                   | Арбітри: Петер Гречко Юрай Конц |

| 31 березня 2011 18:00 | ХК Кошиці | 3 : 0 (0:0, 0:0, 3:0) | ХК Попрад | Стіл-Арена, Кошиці Глядачів: 7,143 |

| Протокол                                                                              | Протокол      | Протокол  | Протокол          | Протокол                              |
| ------------------------------------------------------------------------------------- | ------------- | --------- | ----------------- | ------------------------------------- |
|                                                                                       | Юліус Гудачек | Голкіпери | Мірослав Ліповски | Арбітри: Владімір Балушка Петер Йонак |
| Міклік (Фролік) 43:14 Залешак (Дравецки, Штербак) 43:26 Єнчик (Фролік, Табачек) 44:03 | 1:0 2:0 3:0   |           |                   | Арбітри: Владімір Балушка Петер Йонак |
| 12 хв.                                                                                | Вилучення     | 23 хв.    |                   | Арбітри: Владімір Балушка Петер Йонак |
| 26                                                                                    | Кидки         | 28        |                   | Арбітри: Владімір Балушка Петер Йонак |

| 3 квітня 2011 18:00 | ХК Попрад | 2 : 1 ОТ (0:0, 1:1, 0:0, 1:0) | ХК Кошиці | ЗС Попрада, Попрад Глядачів: 4,404 |

| Протокол                                                     | Протокол          | Протокол                 | Протокол      | Протокол                       |
| ------------------------------------------------------------ | ----------------- | ------------------------ | ------------- | ------------------------------ |
|                                                              | Мірослав Ліповски | Голкіпери                | Юліус Гудачек | Арбітри: Мілан Мінар Робін Шир |
| Я. Брейчак (Шковіра, Кульга б) 26:48 Ясечко (Лундберг) 65:24 | 0:1 1:1 2:1       | 22:00 Дравецки (Фабуш б) |               | Арбітри: Мілан Мінар Робін Шир |
| 10 хв.                                                       | Вилучення         | 12 хв.                   |               | Арбітри: Мілан Мінар Робін Шир |
| 37                                                           | Кидки             | 30                       |               | Арбітри: Мілан Мінар Робін Шир |

| 4 квітня 2011 18:00 | ХК Попрад | 1 : 6 (0:2, 1:2, 0:2) | ХК Кошиці | ЗС Попрада, Попрад Глядачів: 4,404 |

| Протокол                       | Протокол                    | Протокол | Протокол      | Протокол                        |
| ------------------------------ | --------------------------- | --- | ------------- | ------------------------------- |
|                                | Мірослав Ліповски           | Голкіпери | Юліус Гудачек | Арбітри: Юрай Конц Петер Гречко |
| Лундберг (Венвіг, Рапач) 26:48 | 0:1 0:2 0:3 0:4 1:4 1:5 1:6 | 01:29 Залешак 13:24 Міклік (Крістек, Ворел) 25:31 Міклік (Табачек, Гомер б2) 25:43 Дравецки (Грон, Гомер б) 42:03 Грон (Фабуш, Дейл) 44:41 Крістек (Шеда) |               | Арбітри: Юрай Конц Петер Гречко |
| 139 хв.                        | Вилучення                   | 28 хв. |               | Арбітри: Юрай Конц Петер Гречко |
| 28                             | Кидки                       | 36 |               | Арбітри: Юрай Конц Петер Гречко |

| 7 квітня 2011 18:00 | ХК Кошиці | 4 : 1 (1:0, 2:1, 1:0) | ХК Попрад | Стіл-Арена, Кошиці Глядачів: 8,347 |

| Протокол                                                                              | Протокол            | Протокол                       | Протокол          | Протокол                       |
| ------------------------------------------------------------------------------------- | ------------------- | ------------------------------ | ----------------- | ------------------------------ |
|                                                                                       | Юліус Гудачек       | Голкіпери                      | Марцел Меліхерчик | Арбітри: Мілан Мінар Робін Шир |
| Фабуш (Грон, Бартош) 14:38 Грман 22:45 Дравецки (Штербак) 31:08 Ворел (Крістек) 59:55 | 1:0 2:0 3:0 3:1 4:1 | 35:40 Лундберг (Касік, Сухи б) |                   | Арбітри: Мілан Мінар Робін Шир |
| 8 хв.                                                                                 | Вилучення           | 41 хв.                         |                   | Арбітри: Мілан Мінар Робін Шир |
| 34                                                                                    | Кидки               | 32                             |                   | Арбітри: Мілан Мінар Робін Шир |

## Нагороди

### Команда-переможець
| Чемпіон Словаччини ХК Кошиці | Воротарі: Томаш Галас (1), Юліус Гудачек (33). Захисники: Марцел Штербак (10), Петер Слімак (15), Радек Дейл (18), Ян Гомер (46), Петер Губа (77), Міхал Грман (78), Ян Табачек (80), Міхал Шеда (82). Нападники: Олівер Йокель (8), Мірослав Залешак (13), Владімір Дравецький (17), Міхел Міклик (19), Марек Ворел (20), Душан Пашек (22), Ріхард Єнчик (25), Ярослав Крістек (27), Мартін Фролик (28), Петер Бартош (43) (C), Петер Фабуш (52), Душан Андрашовський (69), Марцел Балаж (76), Марцел Гашчак (87), Станіслав Грон (97). Тренер: Ростіслав Чада, Павол Зубек |